# Cyathea alticola
Cyathea alticola är en ormbunkeart som först beskrevs av Tard.-blot, och fick sitt nu gällande namn av Tindale. Cyathea alticola ingår i släktet Cyathea och familjen Cyatheaceae. Inga underarter finns listade.